# آنتونیو گریلو (بازیکن فوتبال، زاده ۱۹۸۶)
آنتونیو گریلو (انگلیسی: Antonio Grillo؛ زادهٔ ۲۱ فوریهٔ ۱۹۸۶) بازیکن فوتبال اهل ایتالیا است.
از باشگاه‌هایی که در آن بازی کرده‌است می‌توان به باشگاه فوتبال آلساندریا و باشگاه فوتبال وارزه اشاره کرد.